# Награда часописа Сизиф
Сизифову награду (или Књижевну награду часописа Сизиф) додељује град Краљево, Књижевни круг Сизиф и уредништво часописа за књижевност и културу Сизиф на конкурсу за најбољи необјављени роман на српском језику. Награда је установљена и додељује се од 2021. године.

## О награди
Први књижевни конкурс Књижевног Часописа Сизиф, за „Сизифову награду“ био је посвећен 200. годишњици рођења Ф. М. Достојевског. Креирана као замена за часопис који је престао да излази у новембру 2020. године, награда овенчава најбољи роман писан писан у духу златног доба књижевности 19 века. 

### Добитници награде:
- 2021 - Алекса Ђукановић за роман Роман о велтшмерцу[4]

Алекса Ђукановић рођен је 1998. године у Београду. Дипломирао је 2019. на Академији пословних струковних студија у Београду. Роман о велтшмерцу написан је у једном даху, невелики по обиму, али овај снажан рукопис, израз је сугестивности аутора и његове визије савремене људске егзистенције, стилски написан је у духу златног доба књижевности 19. века.
- 2022 - Ивана Лекић за роман У име свих нас који је ауторкин други написан роман и Чедомир Врљеш за роман Дођоши[5]

Ивана Лекић (1973) родом је из Параћина и до сада је објавила два романа. Дипломирала је хемију на Природно-математичком факултету. Чедомир Врањеш (1959) је рођен у Невесињу, у Херцеговини. До рата у Босни је живио у Сарајеву, а сада живи у Новом Саду. Пише све од афоризама до романа.